# Dmytro Semoczko
Dmytro Dmytrowycz Semoczko, ukr. Дмитро Дмитрович Семочко (ur. 25 stycznia 1979 w Ławrykowie) – ukraiński piłkarz, grający na pozycji obrońcy.

## Kariera piłkarska

### Kariera klubowa
Wychowanek klubu Karpaty Lwów. Pierwszy trener Wałerij Horiaczew. W 1996 podpisał swój pierwszy kontrakt z FK Lwów. W 1999 powrócił do Karpat. W 2000 wyjechał do Rosji, gdzie bronił barw Urałanu Elista. W 2003 powrócił do Ukrainy, gdzie został piłkarzem Dnipra Dniepropetrowsk. Od 2006 ponownie wyjechał do Rosji, gdzie grał w klubach Łucz-Eniergija Władywostok i Szynnik Jarosław. 23 marca 2009 przeszedł do Metalista Charków. Latem 2009 został zaproszony do rosyjskiego FK Chimki. Po wygaśnięciu kontraktu jako wolny agent w lutym 2010 przyłączył się do Zakarpattia Użhorod. W lipcu 2010 podpisał kontrakt z klubem Wołyń Łuck. Po pierwszym meczu, zakończonym porażką na własnym boisku 0:4 klub anulował kontrakt z piłkarzem. Wtedy piłkarz podpisał kontrakt z rosyjskim FK Niżny Nowogród, a w lutym 2011 powrócił do Łucz-Eniergii Władywostok.

## Sukcesy i odznaczenia

### Sukcesy klubowe
- wicemistrz Pierwoj Dywizji Rosji: 2001
- brązowy medalista Mistrzostw Ukrainy: 2008/09